# Чентурионе-Фаттинанти, Просперо
Просперо Чентурионе Фаттинанти (итал. Prospero Centurione Fattinanti; Генуя, 1510 — Генуя, 1581) — дож Генуэзской республики.

## Биография

### Ранние годы
Сын Агостино Чентурионе Фаттинанти и Помеллины Дзоальи, родился в Генуе в период между 1510 и 1520 годами. Семейство Фаттинанти в 1528 году породнилось со знатной семьей Джентиле.
Просперо появился на политической сцене в 1555 году, когда был избран в Малый Совет, а также назначен управляющим двух департаментов - валюты и чрезвычайных ситуаций. В 1556 году он вошел в департамент изобилия и к концу года получил пост прокурора. В последующие годы, до 1560 года, он отвечал за взаимоотношения генуэзского правительства с Банком Сан-Джорджо, что позволило ему расширить свой бизнес и финансовые познания. В 1562 году Просперо стал одним из "отцов города", а в 1565 году вошел в состав Синдикатория - органа, оценивавшего эффективность работы дожей.
В ответ на просьбу оценить работу бывшего дожа Джованни Баттиста Леркари Просперо был одним из двух членов Синдикатория (наряду с Бартоломео Каттанео), который одобрил его назначение на пост пожизненного прокурора, но за счет голосов трех других членов коллегии решение было изменено на противоположное. До 1575 года Просперо чередовал административные должности в Генуе, в Банке Сан-Джорджо и магистратах, в том числе на Корсике.
В условиях гражданской войны между фракциями "старой" и "новой" знати Просперо стал главным кандидатом от "новой" знати на пост дожа после окончания мандата ставленника "старой" знати Джакомо Дураццо Гримальди. В итоге он был избран дожем 17 октября 1575 года, 70-м в республиканской истории.

### Правление
Мандат дожа Фаттинанти характеризовался в основном событиями продолжавшегося конфликта между группировками знати. "Старая" знать оказалась в меньшинстве в Сенате и в городе, а "новая" знать призывала "старую" присоединиться к ее альянсу с фракцией пополаров, отражавших интересы ремесленников и среднего класса (во главе с Джованни Андреа Дориа и Бартоломео Короната).
В начале 1576 года "старая" знать инициировала кампанию по дискредитации дожа и другого лидера "нового" дворянства, бывшего дож Паоло Джустиниани Монелья, обвиняя их в том, что они "продали Геную испанцам". В ответ генуэзской Сенат издал указ о запрете собраний и аресте некоторых лидеров "старой" знати.

### Последние годы
После отставки 17 октября 1577 года Просперо Чентурионе Фаттинанти был назначен пожизненным прокурором, это была его последняя официальная должность. В 1578 году он составил завещание и умер в Генуе в 1581 году. его тело было погребено в монастыре Санта-Кьяра в Альбаро.

### Личная жизнь
Просперо был женат на Джерониме Джустиниани, у них было девять детей - пять мальчиков и четыре девочки, избравшие себе в основном религиозное поприще.